# Ambrogio Casati
Pour les articles homonymes, voir Casati.
Ambrogio Casati (1897 – 1977) est un peintre et sculpteur italien du XXe siècle, lié au mouvement futuriste italien de l'entre-deux guerres.

## Biographie
Ambrogio Casati est né le 27 décembre 1897 à Voghera, dans la province de Pavie en Lombardie,et est mort le 19 juillet 1977. Il a fait des études d'arts plastiques à Paris. À son retour en Italie, il s'est lié à Filippo Tommaso Marinetti et au mouvement futuriste, qui prenait une place de plus en plus importante sur la scène artistique italienne.
Parmi ses œuvres majeures, on compte La Danse des chaises (1931) et Portrait de Marinetti (1927).
Il était également le mentor du futur pionnier de l'art informatique, Aldo Giorgini (en).
Casati est mort à Voghera en 1977.